# Planta actinorrízica

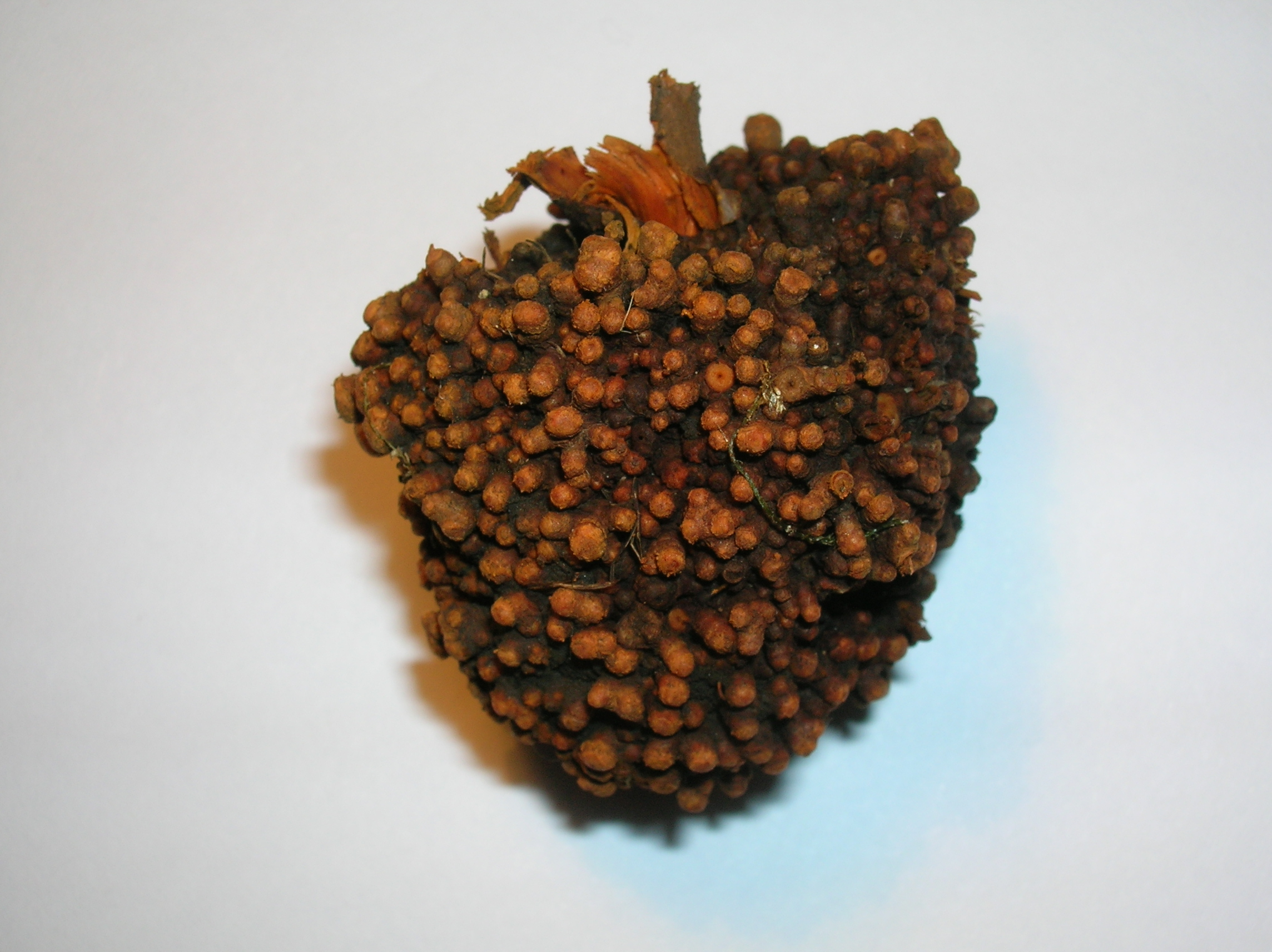
Raíz de amieiro com nódulos actinorrízicos.

Actinorrízica é a designação dada às plantas angiospérmicas capazes de formar nódulos radiculares fixadores de azoto atmosférico em simbiose com actinobactérias do género Frankia.

## Descrição
A formação de nódulos actinorrízicos ocorre em espécies de dicotiledóneas pertencentes a 3 ordens de angiospérmicas (Fagales, Cucurbitales e Rosales), compreendendo 8 famílias e 24 géneros (Betulaceae : Alnus; Casuarinaceae : Gymnostoma, Casuarina, Allocasuarina, Ceuthostoma; Coriariaceae : Coriaria; Datiscaceae : Datisca, Elaeagnaceae : Eleagnus, Hippophae, Shepherdia; Myricaceae: Myrica, Comptonia; Rhamnaceae: Colletia, Discaria, Kenthrothammus, Retanilla, Telguenea, Trevoa, Ceanothus; Rosaceae: Dryas, Purschia, Cowaniana, Cercocarpus, Chamaebatia). As espécies capazes de formar nódulos actinorrízicos são árvores ou arbustos, excepto as pertencentes ao género Datisca.
Muitas são plantas comuns nas regiões de clima temperado, como os amieiros e várias espécies dos géneros Myrica, Comptonia, Dryas, Chamaebatia e Coriaria. Algumas espécies de Elaeagnus e de Hippophae produzem frutos comestíveis. Nas regiões tropicais e subtropicais, espécies do género Casuarina são extensamente cultivadas, sendo mesmo espécies invasoras em algumas regiões, como ocorre com Casuarina glauca e Casuarina equisetifolia na Flórida.

## Distribuição e ecologia
As plantas fixadoras de azoto estão presentes em todos os continentes com excepção da Antártida. A sua capacidade de formar nódulos radiculares fixadores de azoto confere àquelas espécies uma importante vantagem selectiva em solos pobres. A maior parte das plantas actinorrízicas são por isso espécies pioneiras, capazes de colonizar solos jovens e incipientes onde o azoto reactivo é escasso, como nas zonas de desabamento, nos materiais vulcânicos recentes e nas dunas e cascalheiras marginais dos rios. Sendo das primeiras espécies a fixar-se nesses habitats, os arbustos e árvores actinorrízicos desempenham um papel crucial no processo de sucessão ecológica, enriquecendo os solos e permitindo que outras espécies se lhes sigam. Plantas deste tipo são também comuns nas matas ripárias, contribuindo para a fixação das margens dos cursos de água.
A ampla distribuição e abundância das espécies actinorrízicas faz delas um das principais fontes de azoto disponível no solo em vastas regiões da Terra, sendo particularmente importantes nas florestas temperadas. O ritmo de fixação do azoto medido em algumas espécies de amieiro atinge os 300 kg de N2/ha/ano, próximo dos valores máximos já observados em leguminosas.

## Origem evolucionária
Não é conhecido qualquer registo fóssil de nódulos radiculares, mas foi observado pólen fóssil de plantas similares às modernas espécies actinorrízicas depositado há 87 milhões de anos. Assim, a origem da associação simbiótica permanece incerta, embora seja claro que a capacidade de associação entre plantas e espécies de actinobactérias do género Frankia tem carácter polifilético e provavelmente surgiu independentemente em diferentes clades.
Apesar de polifiléticas, as plantas actinorrízicas e as leguminosas, os dois principais tipos de plantas fixadoras de azoto, partilham um ancestral relativamente próximo, já que todas pertencem à clade Rosid I. Este antepassado poderá ter desenvolvido uma "predisposição" para entra numa relação de simbiose com bactérias fixadoras de azoto e esta ter conduzido à posterior aquisição da capacidade fixadora pelos ancestrais das actuais espécies fixadoras. A programação genética usada no estabelecimento da relação simbiótica provavelmente recorreu a elementos seleccionados pelo estabelecimento de simbioses micorrizais arbusculares, uma forma de associação simbiótica entre plantas e fungos muito mais antiga e expandida no mundo vegetal.

## A formação de nódulos radiculares
Tal como ocorre nas leguminosas, a nodulação é favorecida pela privação de azoto e inibida pela presença no solo de elevadas concentrações de azoto em forma mobilizável pelas plantas.
Dependendo da espécie de planta, são conhecidos dois mecanismos de infecção:
- Infecção dos pêlos radiculares, comum nas casuarinas e amieiros, iniciada pela infecção intracelular dos pêlos radiculares, seguida da formação de um pré-nodulo, uma estrutura simbiótica primitiva sem qualquer organização específica.;[6]
- Infecção através das fissuras formadas durante a emergência lateral de radículas. Este mecanismo, observado em espécies do género Discaria, resulta da entrada extracelular da bactéria, crescendo ao longo das fissuras e apenas depois se transformando numa infecção intracelular, mas sempre sem formação de pré-nodulos ou outras estruturas histológicas.

Em ambos os casos a infecção leva à divisão das células do periciclo e à formação de novos órgãos, consistindo em lobos anatomicamente similares às raízes laterais. Estes órgãos são em geral denominados actinorrizas.
Durante o processo de formação das actinorrizas, as células corticais do nódulo são invadidas por filamentos de Frankia originados no ponto de infecção ou no pré-nodulo. Os nódulos actinorrízicos têm em geral um crescimento indeterminado, com novas células a serem continuamente produzidas no apex e a serem sucessivamente infectadas. As células maduras contêm no seu citoplasma filamentos bacterianas que fixam activamente o azoto atmosférico.
Existem poucas informações sobre os mecanismos que determinam a nodulação e não se observou a existência de um equivalente ao factor de nodulação das infecções por rizóbios. Ainda assim, sabe-se que vários dos genes que participam na formação e funcionamento dos nódulos das leguminosas (codificando a formação de heamoglobina e outras nodulinas) estão também presentes nas plantas actinorrízicas, sendo lícito postular que tenham funções semelhantes. A falta de informação genética sobre o género Frankia e sobre as plantas actinorrízicas é um dos factores que explica o menor conhecimento desta simbiose, mas a recente sequenciação de 3 genomas de Frankia e o desenvolvimento de RNAi e ferramentas genómicas em espécies actinorrízicas abre caminho para uma melhor compreensão do processo.